# Jean Heiberg

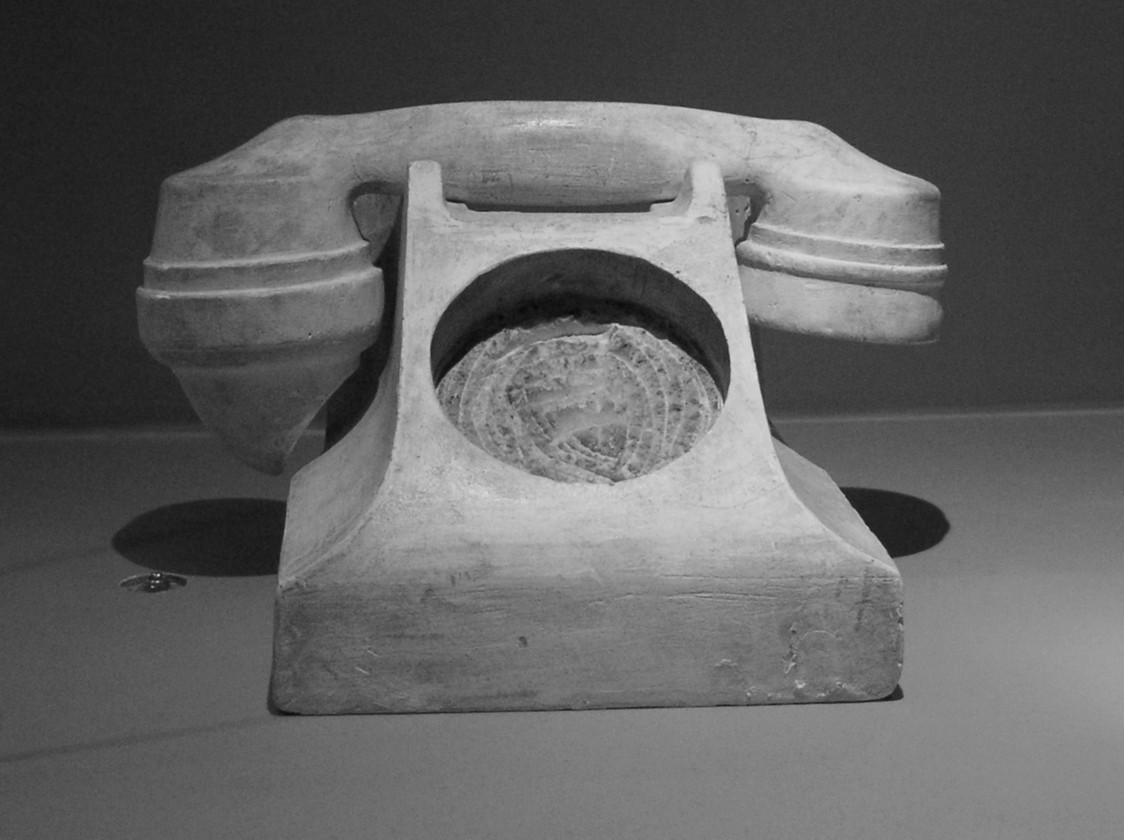
Modellen från 1930 för Ericssons bakelittelefon som Jean Heiberg formgav.

Jean Hjalmar Dahl Heiberg, född 19 december 1884 i Oslo, död 27 maj 1976, var en norsk konstnär. Han arbetade huvudsakligen med måleri, men även som skulptör.
Han utbildade sig på studieresor till München och bodde under flera tidsperioder i Paris där han 1908-09 var elev till Henri Matisse. Han var därefter den främste företrädaren för Matisse måleriska inriktning. Åren 1935-55 var han konstprofessor vid Statens Kunstakademi i Oslo. 
Heiberg var även verksam som formgivare, han stod bland annat bakom formgivningen av Ericssons bakelittelefon som var ett samarbetsprojekt mellan norska Elektrisk Bureau samt LM Ericsson och Televerket i Sverige. Telefonen konstruerades av Christian Bjerknes och tillverkades i över trettio år mellan 1931 och 1962.
Heiberg är bland annat representerad på Nationalmuseum, Moderna museet och Göteborgs konstmuseum.